# جان ساپینگتون مارمادوک
جان ساپینگتون مارمادوک (انگلیسی: John S. Marmaduke; ۱۴ مارس ۱۸۳۳ – ۲۸ دسامبر ۱۸۸۷) سیاست‌مدار اهل ایالات متحده آمریکا بود.